# Lijst van roofvogels

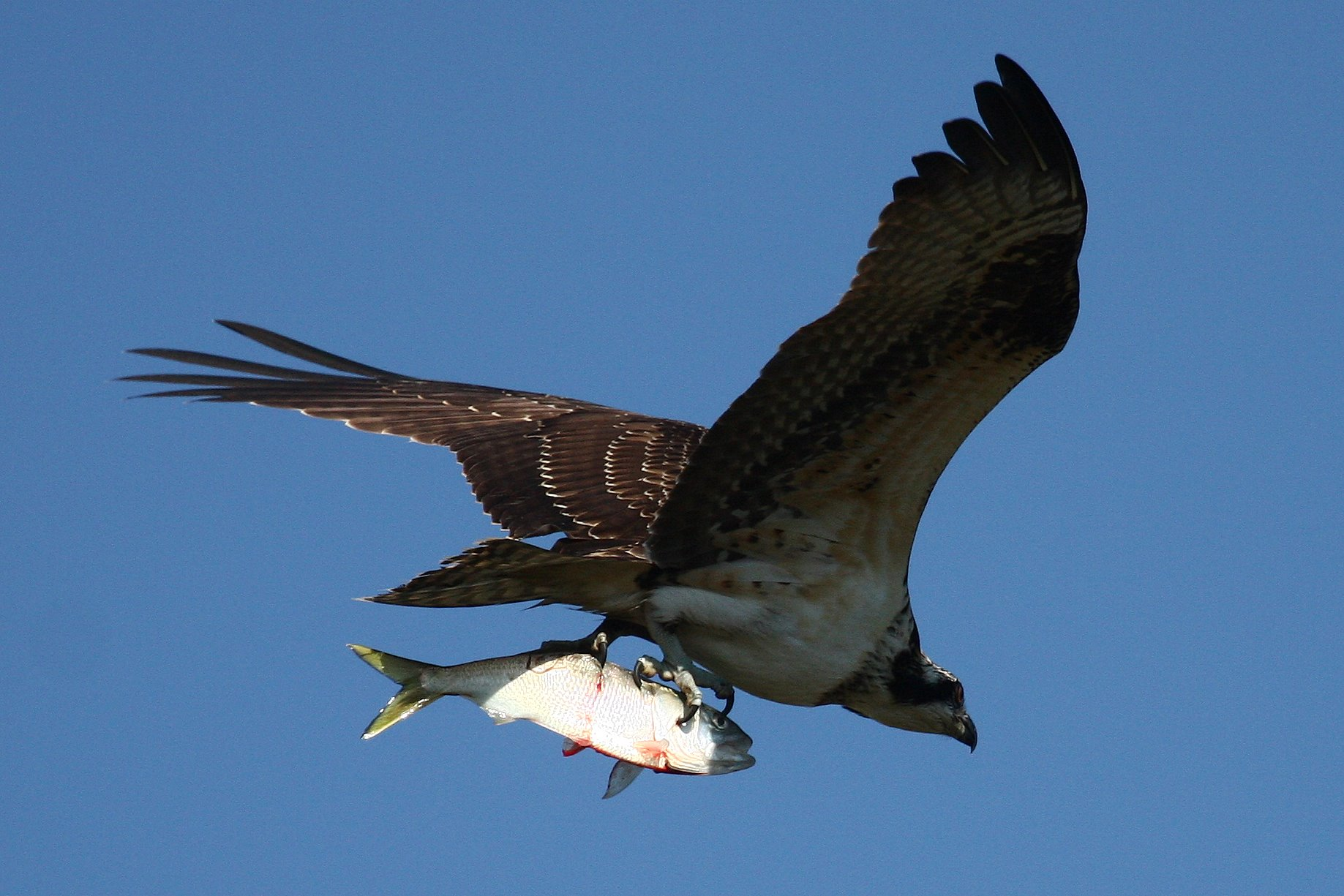
Visarend met prooi

Dit is een alfabetische lijst van roofvogelsoorten op Nederlandse naam, die in deze encyclopedie zijn beschreven.
Voor een taxonomische benadering, zie; falconiformes en accipitriformes. Voor een algemene introductie over roofvogels, zie roofvogels

## A
- Aasgier
- Afrikaanse boomvalk
- Afrikaanse bruine kiekendief
- Afrikaanse dwergvalk
- Afrikaanse havik
- Afrikaanse havikarend
- Afrikaanse koekoekswouw
- Afrikaanse kuifarend
- Afrikaanse roodstaartbuizerd
- Afrikaanse sperwer
- Afrikaanse zeearend
- Afrikaanse zwaluwstaartwouw
- Amerikaanse blauwe kiekendief
- Amerikaanse dwergsperwer
- Amerikaanse grijze wouw
- Amerikaanse havik
- Amerikaanse sperwer
- Amerikaanse torenvalk
- Amerikaanse zeearend
- Amerikaanse zwarte arend
- Amoerroodpootvalk
- Andamanenslangenarend
- Andeskuifarend
- Andescaracara
- Andescondor
- Apenarend
- Aplomadovalk
- Arendbuizerd
- Augurbuizerd
- Australische boomvalk
- Australische dwergarend
- Australische grijze wouw
- Australische havik
- Australische koekoekswouw
- Australische torenvalk
- Ayreshavikarend
- Aziatische kuifarend
- Aziatische wespendief

## B
- Balkansperwer
- Bandstaartbuizerd
- Bastaardarend
- Bateleur
- Bengaalse gier
- Bergbuizerd
- Bermudabuizerd
- Besrasperwer
- Birmese dwergvalk
- Blauwe kiekendief
- Bleke havik
- Bleke sperwer
- Bleke zanghavik
- Blythkuifarend
- Bonte dwergvalk
- Bonte havik
- Bonte kiekendief
- Bonte kuifarend
- Bonte slechtvalk
- Bonte sperwer
- Boomvalk
- Borneodwergvalk
- Brahmaanse wouw
- Braziliaanse bonte buizerd
- Breedvleugelbuizerd
- Bruine kiekendief
- Bruine slangenarend
- Buffons kiekendief
- Buizerd
- Buizerdwouw
- Bürgerhavik

## C
- Californische condor
- Cassins kuifarend
- Chileense sperwer
- Chimango
- Chinese sperwer
- Congolese slangenarend
- Coopersperwer
- Cubaanse langsnavelwouw
- Cubaanse sperwer
- Cubaanse zwarte buizerd

## D
- Dickinsontorenvalk
- Donkere zanghavik
- Donkergrijze buizerd
- Donkergrijze wouw
- Doriahavik
- Dunsnavelgier
- Dwergarend

## E
- Eleonora's valk

## F
- Falklandcaracara
- Fijihavik
- Filipijnse dwergvalk
- Filipijnse slangenarend
- Filipijnse wespendief
- Floreskuifarend

## G
- Gabarhavik
- Galapagosbuizerd
- Geelkopcaracara
- Gebandeerde bosvalk
- Gebandeerde torenvalk
- Gestreepte bosvalk
- Gevlekte kiekendief
- Gierarend
- Grauwe kiekendief
- Giervalk
- Grijsgestreepte buizerd
- Grijskopbuizerd
- Grijskophavik
- Grijskopsperwer
- Grijskopwouw
- Grijs-rode havik
- Grijze arendbuizerd
- Grijze buizerd
- Grijze havik
- Grijze kiekendief
- Grijze slangenarend
- Grijze torenvalk
- Grijze valk
- Grijze wouw
- Groot-Nicobarslangenarend
- Grote bosvalk
- Grote bruine valk
- Grote rivierarend
- Grote torenvalk
- Guadaloupecaracara

## H
- Hagedisbuizerd
- Halmaherahavik
- Harpij
- Harpij-arend
- Havik
- Havikarend
- Hawaïbuizerd
- Himalayabuizerd
- Himalayagier
- Holenkiekendief

## I
- Indische gier
- Indische kuifarend
- Indische lannervalk
- Indische oorgier
- Indische schreeuwarend
- Indische slangenarend
- Indische zwarte arend

## J
- Jakhalsbuizerd
- Japanse buizerd
- Javaanse kuifarend

## K
- Kaalkopkiekendief
- Kaapse bergbuizerd
- Kaapse gier
- Kalkoengier
- Kameroenhavik
- Kapgier
- Kaups bonte buizerd
- Keizerarend
- Kinabalusslangenarend
- Kleine bonte buizerd
- Kleine geelkopgier
- Kleine grijze slangenarend
- Kleine kuifarend
- Kleine rivierarend
- Kleine sperwer
- Kleine torenvalk
- Koningsgier
- Kortstaartbuizerd
- Kortstaartwouw
- Kraagsperwer
- Krabbenbuizerd
- Kransarend
- Kuifcaracara
- Kuifhavik
- Kroonarend
- Kuhlbuizerd

## L
- Lachvalk
- Lammergier
- Langpootkiekendief
- Langsnavelwouw
- Langstaarthavik
- Lannervalk
- Leggekuifbuizerd
- Leigrijze buizerd
- Lelcaracara
- Letterwouw

## M
- Madagaskarbuizerd
- Madagaskarhavik
- Madagaskarkiekendief
- Madagaskarkoekoekswouw
- Madagaskarshikra
- Madagaskarslangenarend
- Madagaskarsperwer
- Madagaskartorenvalk
- Madagaskarzeearend
- Mauritiustorenvalk
- Meyerhavik
- Mintonbosvalk
- Mirandollebosvalk
- Mississippiwouw
- Moerasbuizerd
- Moeraswouw
- Molukse arend
- Molukse sperwer
- Molukse torenvalk
- Mongoolse buizerd
- Monniksgier
- Musvalk

## N
- Nicobarenshikra
- Nieuw-Britanniësperwer
- Nieuw-Guinese wespendief
- Nieuw-Zeelandse valk
- Noord-Filipijnse kuifarend

## O
- Oehoe
- Oorgier
- Oost-Afrikaanse dwergsperwer
- Oostelijke bruine kiekendief
- Oosterse boomvalk
- Oosterse koekoekswouw
- Ovambosperwer

## P
- Pacifische bruine kiekendief
- Palmgier
- Papoeadwergarend
- Papoeakiekendief
- Parelwouw
- Patagonische buizerd
- Prairiebuizerd
- Prairievalk

## R
- Réunionkiekendief
- Réunionvalk
- Ridgewaybuizerd
- Rode wouw
- Roodbroekdwergvalk
- Roodbroeksperwer
- Roodbroekwouw
- Roodbuikdwergarend
- Roodkeelcaracara
- Roodkopsmelleken
- Roodpootvalk
- Roodrugbuizerd
- Roodschouderbuizerd
- Roodstaartbuizerd
- Roodvleugelbuizerd
- Rosse havik
- Rosse ruigpootbuizerd
- Rotsvalk
- Ruigpootbuizerd
- Rüppells gier
- Sahelslangenarend

## S
- Sakervalk
- Salvins bonte buizerd
- Sanfords zeearend
- Savannearend
- Savannebuizerd
- Schreeuwarend
- Sclaterbosvalk
- Sclaterbuizerd
- Secretarisvogel
- Seychellentorenvalk
- Shikra
- Slakkenwouw
- Slangenarend
- Slanksnavelwouw
- Slechtvalk
- Smelleken
- Sneeuwuil
- Socotrabuizerd
- Spaanse keizerarend
- Sperwer
- Sprinkhaanbuizerd
- Steenarend
- Stellers zeearend
- Steppearend
- Steppekiekendief
- Sulawesidwergsperwer
- Steppekiekendief
- Sulawesikuifarend
- Sulawesislangenarend
- Sulawesiwespendief

## T
- Taitavalk
- Tandwouw
- Torenvalk
- Traylorbosvalk

## V
- Vale gier
- Vechtarend
- Visarend
- Vleermuisvalk
- Vleermuiswouw
- Vlekstaartsperwer
- Vosvalk

## W
- Wahlbergs arend
- Wegbuizerd
- Wespendief
- West-Afrikaanse dwergsperwer
- Wigstaartarend
- Wigstaartwouw
- Wijnborstsperwer
- Witbandzeearend
- Witbuikzeearend
- Witkeelbuizerd
- Witkeelcaracara
- Witkopgier
- Witkopzeearend
- Witkraagwouw
- Witoogbuizerd
- Witruggier
- Witstaartbuizerd
- Witstuitbuizerd
- Witstuitvalk
- Woestijnbuizerd
- Woestijnvalk
- Wurgarend

## Z
- Zanghavik
- Zeearend
- Zuid-Amerikaanse havik
- Zuid-Filipijnse kuifarend
- Zwaluwstaartwouw
- Zwartborstslangenarend
- Zwarte arend
- Zwarte arendbuizerd
- Zwarte buizerd
- Zwarte caracara
- Zwarte gier
- Zwarte havik
- Zwarte kiekendief
- Zwarte koekoekswouw
- Zwarte kuifarend
- Zwarte valk
- Zwartmaskerbuizerd
- Zwarte wespendief
- Zwarte wouw
- Zwartrughavik
- Zwart-witte kuifarend